# Segunda Federación Femenina de España 2023-24
La temporada 2023-24 de la Segunda Federación Femenina de España fue la 2.ª edición de la tercera categoría de fútbol femenino de España. Consta de 2 grupos, Norte y Sur, de 16 equipos cada uno.

## Equipos participantes
Un total de 32 equipos disputan la competición. Están divididos en dos grupos de 16 equipos cada uno dependiendo de su situación geográfica.
| Grupo Norte             | Grupo Sur              |
| ----------------------- | ---------------------- |
| Athletic Club C         | CFF Albacete           |
| Atlético de Madrid B    | Cacereño II            |
| Bizkerre FT             | CD Femarguín           |
| CD Atlético Baleares    | CD Guiniguada          |
| Espanyol de Barcelona B | Córdoba CF             |
| CA Osasuna B            | FF La Solana           |
| CD Pradejón             | CD Getafe              |
| CDE Racing Féminas      | Elche                  |
| Real Madrid B           | Juan Grande            |
| Real Oviedo             | Levante UD B           |
| Real Sociedad B         | Málaga CF              |
| Real Sporting de Gijón  | Real Unión de Tenerife |
| Rayo Vallecano          | FCD Tenerife           |
| SD Huesca               | UD Tenerife B          |
| Viajes Interrías FF     | Unión Viera CF         |
| Zaragoza CFF            | Valencia CF B          |

## Grupos

### Grupo Norte
| N.º | Com. autónoma       | Equipos                            |
| --- | ------------------- | ---------------------------------- |
| 3   | Comunidad de Madrid | Atlético de Madrid "C"             |
| 3   | Comunidad de Madrid | Rayo Vallecano                     |
| 3   | Comunidad de Madrid | Real Madrid C. F. "B"              |
| 3   | País Vasco          | Athletic Club "C"                  |
| 3   | País Vasco          | Bizkerre F. T.                     |
| 3   | País Vasco          | Real Sociedad "B"                  |
| 2   | Aragón              | S. D. Huesca                       |
| 2   | Aragón              | Zaragoza C. F. F.                  |
| 2   | Asturias            | R. Sporting de Gijón               |
| 2   | Asturias            | Real Oviedo                        |
| 1   | Cantabria           | C. D. E. Racing Féminas            |
| 1   | Cataluña            | R. C. D. Espanyol de Barcelona "B" |
| 1   | Galicia             | Viajes Interrías F. F.             |
| 1   | Islas Baleares      | C. D. Atlético Baleares            |
| 1   | La Rioja            | C. D. Pradejón                     |
| 1   | Navarra             | C. A. Osasuna "B"                  |

#### Clasificación
| Pos. | Equipo                                 | Pts. | PJ | G  | E  | P  | GF | GC | Dif. |                                           |
| ---- | -------------------------------------- | ---- | -- | -- | -- | -- | -- | -- | ---- | ----------------------------------------- |
| 1    | Real Madrid C. F. "B" (C, A)           | 73   | 30 | 23 | 4  | 3  | 54 | 18 | +36  | Ascenso a Primera Federación              |
| 2    | C. D. Atlético Baleares (A)            | 62   | 30 | 19 | 5  | 6  | 51 | 27 | +24  | Play-Offs de Ascenso a Primera Federación |
| 3    | Viajes Interrías F. F.                 | 61   | 30 | 18 | 7  | 5  | 49 | 28 | +21  |                                           |
| 4    | Real Oviedo                            | 54   | 30 | 16 | 6  | 8  | 39 | 26 | +13  |                                           |
| 5    | Zaragoza C. F. F.                      | 46   | 30 | 13 | 7  | 10 | 43 | 34 | +9   |                                           |
| 6    | C. D. E. Racing Féminas                | 46   | 30 | 12 | 10 | 8  | 40 | 32 | +8   |                                           |
| 7    | Real Sociedad "B"                      | 43   | 30 | 12 | 7  | 11 | 45 | 42 | +3   |                                           |
| 8    | C. D. Pradejón                         | 43   | 30 | 12 | 7  | 11 | 36 | 30 | +6   |                                           |
| 9    | S. D. Huesca                           | 35   | 30 | 10 | 5  | 15 | 33 | 38 | −5   |                                           |
| 10   | Atlético de Madrid "C"                 | 35   | 30 | 8  | 11 | 11 | 30 | 36 | −6   |                                           |
| 11   | R. Sporting de Gijón                   | 33   | 30 | 9  | 6  | 15 | 37 | 51 | −14  |                                           |
| 12   | Rayo Vallecano                         | 33   | 30 | 8  | 9  | 13 | 28 | 40 | −12  |                                           |
| 13   | C. A. Osasuna "B"                      | 29   | 30 | 7  | 8  | 15 | 39 | 55 | −16  |                                           |
| 14   | Athletic Club "C" (D)                  | 25   | 30 | 6  | 7  | 17 | 32 | 61 | −29  | Descenso a Tercera Federación             |
| 15   | Bizkerre F. T. (D)                     | 24   | 30 | 5  | 9  | 16 | 28 | 39 | −11  | Descenso a Tercera Federación             |
| 16   | R. C. D. Espanyol de Barcelona "B" (D) | 22   | 30 | 6  | 4  | 20 | 39 | 68 | −29  | Descenso a Tercera Federación             |

 Fuente: RFEF

#### Tabla de resultados cruzados
| Local \ Visitante       | ATH | ATM | BIZ | BAL | ESP | HUE | INT | OSA | OVI | PRA | RAC | RAY | RMA | SPO | RSO | ZAR |
| ----------------------- | --- | --- | --- | --- | --- | --- | --- | --- | --- | --- | --- | --- | --- | --- | --- | --- |
| Athletic Club C         | —   | 1–0 | 2–1 | 1–1 | 3–0 | 1–3 | 0–4 | 2–2 | 0–1 | 1–2 | 2–3 | 3–0 | 1–5 | 0–3 | 0–0 | 0–3 |
| Atlético de Madrid C    | 1–1 | —   | 2–2 | 2–3 | 4–1 | 2–1 | 2–2 | 2–0 | 0–2 | 0–3 | 0–1 | 2–0 | 0–2 | 1–1 | 0–2 | 2–1 |
| Bizkerre FT             | 1–1 | 0–1 | —   | 1–2 | 1–2 | 1–0 | 0–1 | 2–1 | 0–2 | 0–2 | 0–1 | 0–0 | 1–1 | 1–2 | 5–0 | 0–2 |
| CD Atlético Baleares    | 3–2 | 2–0 | 2–0 | —   | 1–0 | 0–0 | 3–0 | 1–0 | 1–3 | 3–1 | 0–1 | 3–0 | 0–1 | 1–0 | 2–1 | 2–0 |
| Espanyol de Barcelona B | 2–2 | 1–0 | 0–3 | 2–4 | —   | 2–3 | 0–4 | 4–2 | 0–1 | 2–0 | 0–2 | 1–4 | 2–3 | 3–1 | 2–3 | 0–2 |
| SD Huesca               | 0–0 | 2–1 | 2–1 | 1–0 | 1–0 | —   | 1–2 | 0–1 | 3–0 | 2–1 | 1–1 | 0–1 | 1–2 | 3–0 | 3–0 | 0–1 |
| Viajes Interrías FF     | 2–0 | 0–0 | 1–1 | 0–0 | 3–1 | 1–0 | —   | 1–1 | 2–0 | 2–1 | 1–0 | 2–1 | 1–1 | 4–1 | 4–3 | 0–1 |
| CA Osasuna B            | 3–0 | 1–1 | 1–1 | 3–6 | 4–2 | 2–2 | 1–2 | —   | 1–3 | 1–1 | 1–1 | 2–0 | 2–4 | 3–0 | 0–1 | 0–2 |
| Real Oviedo             | 1–0 | 0–0 | 0–1 | 2–3 | 3–1 | 2–1 | 0–1 | 2–0 | —   | 0–1 | 0–0 | 2–0 | 0–1 | 1–0 | 1–0 | 1–1 |
| CD Pradejón             | 0–1 | 3–3 | 1–1 | 0–0 | 3–1 | 2–1 | 2–0 | 2–0 | 0–2 | —   | 1–0 | 1–0 | 3–0 | 0–0 | 0–1 | 4–0 |
| CDE Racing Féminas      | 4–1 | 3–0 | 0–0 | 0–2 | 3–3 | 2–1 | 1–0 | 2–3 | 4–1 | 0–0 | —   | 0–2 | 0–1 | 1–1 | 3–1 | 0–2 |
| Rayo Vallecano          | 1–0 | 0–2 | 2–1 | 1–1 | 1–1 | 1–0 | 1–2 | 0–0 | 2–2 | 2–0 | 1–1 | —   | 1–0 | 2–3 | 1–1 | 1–3 |
| Real Madrid B           | 2–0 | 0–1 | 2–0 | 1–0 | 3–2 | 3–0 | 3–1 | 4–0 | 2–2 | 1–0 | 0–0 | 2–0 | —   | 1–0 | 2–0 | 3–0 |
| Real Sporting de Gijón  | 2–4 | 1–1 | 2–1 | 1–2 | 2–1 | 1–1 | 1–3 | 1–2 | 0–1 | 2–1 | 1–4 | 1–1 | 0–2 | —   | 4–3 | 4–1 |
| Real Sociedad B         | 6–1 | 0–0 | 3–1 | 1–2 | 0–0 | 2–0 | 1–1 | 3–1 | 1–4 | 1–1 | 5–1 | 3–1 | 0–1 | 1–0 | —   | 1–1 |
| Zaragoza CFF            | 5–2 | 0–0 | 1–1 | 2–1 | 2–3 | 5–0 | 1–2 | 3–1 | 0–0 | 3–0 | 1–1 | 1–1 | 0–1 | 1–2 | 0–1 | —   |

### Grupo Sur
| N.º | Com. autónoma        | Equipos                    |
| --- | -------------------- | -------------------------- |
| 7   | Canarias             | C. D. Femarguín            |
| 7   | Canarias             | C. D. Guiniguada           |
| 7   | Canarias             | F. C. D. Tenerife          |
| 7   | Canarias             | C. D. Juan Grande          |
| 7   | Canarias             | R. U. de Tenerife Tacuense |
| 7   | Canarias             | U. D. Tenerife "B"         |
| 7   | Canarias             | Unión Viera C. F.          |
| 3   | Comunidad Valenciana | Elche C. F.                |
| 3   | Comunidad Valenciana | Levante U. D. "B"          |
| 3   | Comunidad Valenciana | Valencia C. F. "B"         |
| 2   | Andalucía            | Córdoba C. F.              |
| 2   | Andalucía            | Málaga C. F.               |
| 2   | Castilla-La Mancha   | C. F. F. Albacete          |
| 2   | Castilla-La Mancha   | F. F. La Solana            |
| 1   | Comunidad de Madrid  | C. D. Getafe               |
| 1   | Extremadura          | C. F. F. Cáceres Atlético  |

#### Clasificación
| Pos. | Equipo                     | Pts. | PJ | G  | E  | P  | GF | GC | Dif. |                                           |
| ---- | -------------------------- | ---- | -- | -- | -- | -- | -- | -- | ---- | ----------------------------------------- |
| 1    | C. D. Getafe (C, A)        | 65   | 30 | 19 | 8  | 3  | 55 | 20 | +35  | Ascenso a Primera Federación              |
| 2    | U. D. Tenerife "B"         | 64   | 30 | 18 | 10 | 2  | 50 | 14 | +36  | Play-Offs de Ascenso a Primera Federación |
| 3    | F. C. D. Tenerife          | 54   | 30 | 16 | 6  | 8  | 46 | 29 | +17  |                                           |
| 4    | R. U. de Tenerife Tacuense | 54   | 30 | 16 | 6  | 8  | 47 | 33 | +14  |                                           |
| 5    | C. D. Juan Grande          | 50   | 30 | 14 | 8  | 8  | 40 | 26 | +14  |                                           |
| 6    | Elche C. F.                | 45   | 30 | 13 | 6  | 11 | 52 | 41 | +11  |                                           |
| 7    | Levante U. D. "B"          | 44   | 30 | 13 | 5  | 12 | 46 | 44 | +2   |                                           |
| 8    | C. D. Guiniguada           | 42   | 30 | 12 | 6  | 12 | 34 | 41 | −7   |                                           |
| 9    | Málaga C. F.               | 38   | 30 | 10 | 8  | 12 | 40 | 45 | −5   |                                           |
| 10   | C. F. F. Cáceres Atlético  | 38   | 30 | 11 | 5  | 14 | 29 | 40 | −11  |                                           |
| 11   | Córdoba C. F.              | 35   | 30 | 10 | 5  | 15 | 38 | 43 | −5   |                                           |
| 12   | Valencia C. F. "B"         | 35   | 30 | 10 | 5  | 15 | 32 | 45 | −13  |                                           |
| 13   | C. D. Femarguín            | 30   | 30 | 7  | 9  | 14 | 32 | 37 | −5   |                                           |
| 14   | Unión Viera C. F. (D)      | 29   | 30 | 6  | 11 | 13 | 29 | 49 | −20  | Descenso a Tercera Federación             |
| 15   | F. F. La Solana (D)        | 25   | 30 | 6  | 7  | 17 | 22 | 43 | −21  | Descenso a Tercera Federación             |
| 16   | C. F. F. Albacete (D)      | 19   | 30 | 6  | 1  | 23 | 14 | 56 | −42  | Descenso a Tercera Federación             |

 Fuente: RFEF

#### Tabla de resultados cruzados
| Local \ Visitante      | ALB | CAC | CDT | COR | ELC | FEM | GET | GUI | JUA | LEV | MAL | RUT | SOL | UDT | UNI | VAL |
| ---------------------- | --- | --- | --- | --- | --- | --- | --- | --- | --- | --- | --- | --- | --- | --- | --- | --- |
| CFF Albacete           | —   | 0–0 | 0–3 | 0–2 | 0–3 | 0–2 | 0–4 | 1–2 | 0–2 | 0–3 | 1–0 | 0–2 | 0–2 | 0–1 | 2–1 | 2–4 |
| Cacereño II            | 0–1 | —   | 1–1 | 2–0 | 0–2 | 1–1 | 2–0 | 0–2 | 3–0 | 2–1 | 1–0 | 1–3 | 1–1 | 0–2 | 2–1 | 0–1 |
| FCD Tenerife           | 0–1 | 2–1 | —   | 3–2 | 1–1 | 1–0 | 0–4 | 3–0 | 2–1 | 0–2 | 3–3 | 1–0 | 1–0 | 0–1 | 3–0 | 0–2 |
| Córdoba CF             | 3–0 | 4–0 | 1–1 | —   | 3–0 | 1–0 | 1–2 | 0–2 | 3–2 | 0–3 | 1–1 | 1–2 | 1–2 | 0–4 | 1–1 | 4–0 |
| Elche                  | 3–1 | 2–0 | 1–2 | 3–0 | —   | 1–3 | 2–3 | 3–2 | 1–0 | 2–1 | 4–1 | 2–2 | 1–2 | 0–0 | 1–2 | 4–2 |
| CD Femarguín           | 1–2 | 0–1 | 0–2 | 3–1 | 1–1 | —   | 0–1 | 1–1 | 0–2 | 1–0 | 1–1 | 2–1 | 3–1 | 0–0 | 1–3 | 1–1 |
| CD Getafe              | 2–0 | 1–2 | 0–0 | 1–0 | 2–0 | 1–0 | —   | 0–0 | 1–0 | 2–3 | 3–3 | 3–1 | 2–0 | 1–1 | 1–0 | 4–0 |
| CD Guiniguada          | 2–0 | 1–0 | 1–0 | 0–2 | 1–2 | 0–4 | 0–0 | —   | 0–4 | 2–3 | 1–2 | 2–0 | 2–1 | 0–2 | 1–2 | 2–0 |
| Juan Grande            | 4–1 | 2–0 | 2–2 | 2–1 | 1–0 | 0–0 | 1–2 | 1–1 | —   | 1–0 | 2–0 | 0–0 | 2–0 | 3–1 | 0–0 | 0–2 |
| Levante UD B           | 2–0 | 2–0 | 0–3 | 0–0 | 1–3 | 3–2 | 0–2 | 3–0 | 0–3 | —   | 1–2 | 1–2 | 2–1 | 2–2 | 2–2 | 3–1 |
| Málaga CF              | 1–0 | 4–2 | 1–3 | 1–2 | 2–1 | 3–2 | 1–5 | 0–0 | 0–1 | 2–2 | —   | 0–1 | 2–0 | 0–0 | 5–2 | 0–1 |
| Real Unión de Tenerife | 2–0 | 0–0 | 2–1 | 0–2 | 2–1 | 3–0 | 2–2 | 0–1 | 4–1 | 3–0 | 2–1 | —   | 2–1 | 2–2 | 2–1 | 2–5 |
| FF La Solana           | 2–1 | 1–2 | 0–5 | 1–0 | 1–1 | 1–1 | 0–0 | 0–2 | 0–1 | 2–3 | 0–2 | 0–0 | —   | 0–0 | 1–1 | 1–2 |
| UD Tenerife B          | 2–0 | 3–0 | 2–0 | 4–1 | 3–2 | 1–0 | 0–0 | 4–0 | 1–1 | 3–0 | 2–0 | 2–0 | 2–0 | —   | 3–0 | 1–0 |
| Unión Viera CF         | 0–1 | 2–4 | 0–2 | 2–0 | 1–1 | 1–1 | 0–3 | 2–2 | 1–1 | 1–1 | 0–0 | 0–4 | 0–1 | 2–1 | —   | 0–3 |
| Valencia CF B          | 0–1 | 0–1 | 0–1 | 1–1 | 1–4 | 2–1 | 1–3 | 1–4 | 0–0 | 0–2 | 1–2 | 0–1 | 1–0 | 0–0 | 0–0 | —   |

## Playoff de ascenso a Primera Federación
| Posición          | Segunda Federación Femenina 2023-24 |
| ----------------- | ----------------------------------- |
| 2.° (Grupo Norte) | C. D. Atlético Baleares             |
| 2.° (Grupo Sur)   | U. D. Granadilla Tenerife "B"       |

| Ida; 12 de mayo de 2024; 12:00 | C. D. Atlético Baleares                | 2:1 (2:0) | U. D. Granadilla Tenerife "B" | Campo de Son Malferit, Palma de Mallorca |                                |
|                                | Gabi Gutiérrez 10' · Karla Bermejo 33' | Reporte   | 58' Lara González             | Árbitro(s): Miguel Cifre Soria           | Árbitro(s): Miguel Cifre Soria |

| Vuelta; 18 de mayo de 2024; 13:00 | U. D. Granadilla Tenerife "B"           | 2:2 (0:1) (Global 3:4) | C. D. Atlético Baleares                         | Campo de La Esperanza, La Esperanza                |                                                    |
|                                   | Moneyba Rodríguez 80' · Koral Hazan 90' | Reporte                | Gabi Gutiérrez 13' · Ariana Agostina 54' (a.g.) | Árbitra: Estilita de los Ángeles González Pablique | Árbitra: Estilita de los Ángeles González Pablique |

| Asciende a Primera Federación C. D. Atlético Baleares |

## Datos y estadísticas

### Récords
| Récords de equipos       | Récords de equipos | Récords de equipos | Récords de equipos                              | Récords de equipos | Récords de equipos            | Récords de equipos | Récords de equipos            | Récords de equipos      | Récords de equipos |
| Récord                   | Grupo              | Fecha              | Equipo/s                                        | Local              |                               | Resultado          |                               | Visitante               | Rep.               |
| ------------------------ | ------------------ | ------------------ | ----------------------------------------------- | ------------------ | ----------------------------- | ------------------ | ----------------------------- | ----------------------- | ------------------ |
| Más goles en un partido  | Norte              | 11/11/2023         | C. A. Osasuna "B" y C. D. Atlético Baleares (9) | C. A. Osasuna "B"  | Bandera de Navarra            | 3 – 6              | Bandera de las Islas Baleares | C. D. Atlético Baleares | Jornada 10         |
| Mayor victoria local     | Norte              | 10/12/2023         | Zaragoza C. F. F. (+5)                          | Zaragoza C. F. F.  | Bandera de Aragón             | 5 – 0              | Bandera de Aragón             | S. D. Huesca            | Jornada 14         |
| Mayor victoria local     | Norte              | 10/02/2024         | Real Sociedad "B" (+5)                          | Real Sociedad "B"  | Bandera del País Vasco        | 6 – 1              | Bandera del País Vasco        | Athletic Club "C"       | Jornada 20         |
| Mayor victoria local     | Norte              | 20/04/2024         | Bizkerre F. T. (+5)                             | Bizkerre F. T.     | Bandera del País Vasco        | 5 – 0              | Bandera del País Vasco        | Real Sociedad "B"       | Jornada 28         |
| Mayor victoria visitante | Sur                | 05/05/2024         | F. C. D. Tenerife (+5)                          | F. F. La Solana    | Bandera de Castilla-La Mancha | 0 – 5              | Bandera de Canarias           | F. C. D. Tenerife       | Jornada 30         |

Fuente: RFEF